# 埃马努埃莱·柳齐
埃马努埃莱·柳齐（義大利語：Emanuele Liuzzi，1990年12月22日—），意大利男子赛艇运动员。他曾代表意大利参加世界赛艇锦标赛，获得一枚铜牌。他也曾参加2016年夏季奥林匹克运动会。